# Liste der US-Navy-Akronyme
Die United States Navy produziert wie jede Organisation ihre eigenen Akronyme und Abkürzungen, die oft über ihre bloßen Erweiterungen hinaus Bedeutung haben. Diese als „NAVSpeak“ bezeichneten Begriffe gehen auf die Anfänge der Seefahrt und der Seekriegsführung zurück, als Seeleute ihr eigenes Vokabular entwickelten, um Informationen effizient zu übermitteln und die Disziplin an Bord von Schiffen aufrechtzuerhalten. Im Laufe der Zeit wurde diese Sprache weiterentwickelt und an den technischen Fortschritt, die betrieblichen Anforderungen und die besonderen Bedürfnisse des Marinepersonals angepasst.

## Offizielle Akronyme

### A
- AA

- - – Anti Aircraft – Flugabwehr

- - – Absolute Altitude – Absolute Höhe

- - – Airmen Apprentice – Gefreiter

- – AAM – Air to Air Missile – Luft-Luft Rakete

- – AAR – Aircraft Accident Report – Flugunfallbericht

- – AAV
  - – Advanced Amphibious Assault Vehicle

- - – Aircraft Assault Vehicle

- AAW – Anti-Air Warfare
- AB – Aviation Boatswain’s Mate
- AC – Air Traffic Controlman – Flugverkehrsleiter
- ACR – Armored cruiser – Gepanzerter Kreuzer
- AD – Aviation Machinist’s Mate
- ADCON – Administrative control
- ADNS – Automated Digital Network System – Automatisiertes digitales Netzwerksystem
- ADSW – Active Duty Special Work
- ADT – Active Duty Training
- AE – Aviation Electrician’s Mate
- AF – Aviation Photographer’s Mate
- AFC – Aviation Fire Control
- AFCM – Master Chief Aircraft Maintenanceman
- AFSB – Afloat Forward Staging Base – Vorlaufstützpunkt
- AG – Aerographer’s Mate
- AIMD – Aircraft Intermediate Maintenance Department – Wartungsabteilung für Flugzeuge
- ALNAV – All Navy
- ALPO – Assistant Lead Petty Officer
- AM – Aviation Structural Mechanic
- AME – Aviation Structural Mechanic – Environmental
- AMH – Aviation Structural Mechanic – Hydraulics
- AMMRL – Aviation Maintenance Material Readiness List
- AMO – Assistant Maintenance Officer
- AMS – Aviation Structural Mechanic – Structures
- AN – Airman
- AO – Aviation Ordnanceman
- AOW – Auxilliaryman of the Watch
- AR – Airman Recruit  – Flieger-Rekrut
- ARRS – Afloat Readiness Reporting System
- AS – Aviation Support Equipment Technician
- ASAU – Air Search and Attack Unit

- ASCM – Anti Ship Cruise Missile – Antischiffs-Marschflugkörper
- ASUW – Anti-Surface Warfare
- ASVAB – Armed Services Vocational Aptitude Battery
- ASW – Auxiliary Seawater system
- ASW – Anti-Submarine Warfare
- ASWO – Anti-Submarine Warfare Officer
- AT – Annual Training
- AT – Aviation Electronics Technician
- AUTEC – Atlantic Undersea Test and Evaluation Center
- AUXO – Auxiliaries Officer
- AVCM – Master Chief Avionics Technician
- AVGAS – Aviation Gasoline
- AWCS – Assistant Work Center Supervisor
- AZ – Aviation Maintenance Administrationman

### B
- B/N – Bombardier/Navigator;
- BB – Battleship
- BCD – Bad Conduct Discharge
- BCGs – Birth Control Glasses
- BCM – Beyond Capable Maintenance.
- BESS – Basic Enlisted Submarine School
- BJOQ – Blue Jacket of the Quarter
- BJOY – Blue Jacket of the Year
- BLUF – Bottom Line Up Front
- BM – Boatswain’s Mate
- BMOW – Boatswain’s Mate Of the Watch
- BOHICA – Bend Over Here It Comes Again
- BOL – Bupers Online
- BT – Boiler Technician
- BU – Builder
- BUMED – Bureau of Medicine and Surgery
- BUPERS – Bureau of Naval Personnel
- BUSANDA – Bureau of Supplies and Accounts
- BUWEPS – Bureau of Naval Weapons
- BZ – Bravo Zulu

### C
- CA – Construction Apprentice
- CA – Heavy Cruiser
- CAG – Guided Missile Heavy Cruiser
- CAG – Commander, Air Group
- CAPT – Captain
- CDB – Career Development Board
- CDO – Command Duty Officer
- CDR – Commander
- CE – Construction Electrician’s Mate
- CEC – Civil Engineer Corps
- CEC- Cooperative Engagement Capability
- CENTCOM – U.S. Central Command (USCENTCOM)
- CF – Charlie Foxtrot
- CG – Guided Missile Cruiser
- CGN – Guided Missile Cruiser, Nuclear Powered
- CHC – Chief of Chaplains of the United States Navy
- CHENG – Chief Engineer
- CHMC – Chaplain of the United States Marine Corps
- CIC – Combat Information Center
- CICO – Combat Information Center Officer
- CIS – CASREP Information System
- CIWS – Close-In Weapon System
- CM – Construction Mechanic
- CMC
  - Commandant of the Marine Corps
  - Chaplain of the Marine Corps

- CMDCM – Command Master Chief

- CMDCS – Command Senior Chief
- CMS-ID – Career Management System-Interactive Detailing
- CN – Constructionman
- CNATRA – Chief of Naval Air Training
- CNAVRES – Chief of Navy Reserve
- CNET – Command Naval Education and Training
- CNO – Chief of Naval Operations
- CO – Commanding Officer
- COB – Chief of the Boat
- COD – Carrier Onboard Delivery
- COMCVW – Commander, Carrier Air Wing
- COMDESGRU – Commander, Destroyer Group
- COMDESRON – Commander, Destroyer Squadron
- COMEX – Commence Exercise
- COMLANTFLT – Commander, U.S. Atlantic Fleet
- COMMO – Communications Officer
- COMNAVAIRES – Commander, Naval Air Force, Reserve
- COMNAVAIRFOR (also CNAF) – Commander, Naval Air Forces
- COMNAVAIRLANT (also CNAL) – Commander, Naval Air Force Atlantic
- COMNAVAIRPAC – Commander, Naval Air Force Pacific
- COMNAVRESFOR – Commander, Navy Reserve Forces
- COMNAVSEASYSCOM – Commander, Naval Sea Systems Command
- COMNAVSECGRU – Commander, Naval Security Group
- COMPACFLT – Commander, Pacific Fleet
- COMPATRECONGRU – Commander, Patrol and Reconnaissance Group
- COMPATRECONWING – Commander, Patrol and Reconnaissance Wing
- COMPTUEX – Composite Training Unit Exercise
- COMSEC – Communications Security
- COMSUBFOR – Commander, Submarine Forces
- COMSUBLANT – Commander, Submarine Force Atlantic
- COMSUBPAC – Commander, Submarine Force, U.S. Pacific Fleet
- COMTACGRU – Commander, Tactical Air Control Group
- COMTRAWING – Commander, Training Air Wing
- CORTRAMID – Career Orientation and Training for Midshipmen
- COS  – Flag Officer’s Chief of Staff
- CPO – Chief Petty Officer
- CPOM – Chief Petty Officer’s Mess
- CR – Construction Recruit
- CRG – Coastal Riverine Group
- CS – Culinary Specialist
- CSADD – Coalition of Sailors Against Destructive Decisions
- CSC – Combat Systems Coordinator
- CSC – Command Senior Chief
- CSC – Culinary Specialist Chief
- CSEC – Computerized Self Evaluation Checklist
- CSMC – Combat Systems Maintenance Center
- CSOOW – Combat Systems Officer of the Watch
- CSOSS – Combat Systems Operational Sequencing Systems
- CT – Cryptologic Technician
- CTI – Cryptologic Technician Interpretive
- CTM – Cryptologic Technician Maintenance
- CTN – Cryptologic Technician Networks
- CTR – Cryptologic Technician Collection
- CTT – Cryptologic Technician Technical
- CVN – Nuclear-powered Aircraft Carrier
- CVW – Carrier Air Wing
- CWO – Chief Warrant Officer

### D
- DAPA – Drug and Alcohol Programs Advisor
- DC – Damage Controlman
- DC – Dental Corps
- DCA – Damage Control Assistant
- DCAG – Deputy Air Wing Commander
- DCC – Damage Control Central
- DCO
  - Damage Control Officer

- - Direct Commission Officer

- DCPO – Damage Control Petty Officer
- DD – Destroyer
- DDG – Guided Missile Destroyer
- DDR – Radar Picket Destroyer
- DE – Destroyer Escort
- DESDIV – Destroyer Division
- DESRON – Destroyer Squadron
- DEVGRU – Naval Special Warfare Development Group
- DFM – Diesel Fuel Marine
- DIRNSA – Director of the National Security Agency
- DL – Destroyer Leader
- DLG – Guided Missile Destroyer Leader
- DLGN – Nuclear-powered Guided Missile Destroyer Leader
- DM – Destroyer Minelayer
- DM – Illustrator Draftsman
- DMHRSi – Defense Medical Human Resources System – internet
- DOD  – Department of Defense
- DoN – Department of the Navy
- DRB – Discipline Review Board
- DRRS-N – Defense Readiness Reporting System – Navy
- DSG – Defense Strategic Guidance

### E
- EAOS – End of Active Obligated Service
- EAWS – Enlisted Aviation Warfare Specialist
- ECRC – Expeditionary Combat Readiness Center
- EDMC – Engineering Department Master Chief
- EDO – Engineering Duty Officer
- EEBD – Emergency Escape Breathing Device
- EIDWS – Enlisted Information Dominance Warfare Specialist
- EM – Electrician’s Mate
- EM – Emergency Management
- EMCON – Emissions Control
- EMI – Extra Military Instruction
- EMO – Electronics Materiel Officer
- EN – Engineman
- ENS – Ensign
- EO – Equipment Operator
- EOD – Explosive Ordnance Disposal
- EOOW – Engineering Officer of the Watch
- EOS – Enclosed Operating Space
- EOSS – Engineering Operational Sequencing Systems
- ERS – Engineroom Supervisor
- ESWS – Enlisted Surface Warfare Specialist
- ET – Electronics Technician
- EW – Electronic Warfare
- EWS – Engineering Watch Supervisor
- EXW – Expeditionary Warfare

### F
- F/MC – Fleet Master Chief
- FA – Fireman Apprentice
- FAC – Forward Air Controller
- FAC/A – Forward Air Controller/Airborne
- FC – Fire Controlman
- FCDSSA - Fleet Combat Direction Systems Support Activity
- FCF – Functional Check Flight
- FCPCP – Fleet Computer Programming Center of the Pacific
- FCPOM – First Class Petty Officer’s Mess
- FDO – Flight Deck Officer
- FFG – Frigate, Guided Missile
- FICEURLANT – Fleet Intelligence Center Europe & Atlantic
- FIS – Fire Inhibit Switch
- FLEACT – Fleet Activity
- FMF – Fleet Marine Force
- FMSS – Field Medical Service School
- FN – Fireman
- FOD – Foreign Object Damage
- FR – Fireman Recruit
- FRC – Fleet Readiness Center
- FRS – Fleet Replacement Squadron
- FSA – Food Service Attendant
- FSO – Food Service Officer
- FT – Fire control technician
- FTS – Full-time Support

### G
- GCCS-M – Global Command and Control System-Maritime
- GM – Gunner’s Mate
- GQ – General Quarters
- GSA – General Services Administration
- GSE- Gas Turbine Systems Technician – Electrical
- GSM- Gas Turbine Systems Technician – Mechanic

### H
- HA – Hospital Apprentice
- HEDSUPPACTLANT – Headquarters, Support Activity Atlantic
- HELO – Helicopter
- HM – Hospital Corpsman
- HMFIC – Head Mother Fucker In Charge
- HN – Hospitalman
- HR – Hospital Recruit
- HS – Helicopter Squadron, Anti-Submarine Warfare
- HT – Hull Maintenance Technician

### I
- IAMM – Individual Augmentation Manpower Management
- IAP – In Assignment Processing
- IAW – In Accordance With
- IC – Interior Communications Electrician
- ICO – In Case Of
- IHO – Industrial Hygiene Officer
- IMF – Intermediate Maintenance Facility
- IMRL – Individual Material Readiness List
- IRT – In Reference To
- IT – Information System Technician
- ITS – Information Technology Submarines

### J
- JAG – Judge Advocate General’s Corps, U.S. Navy
- JBD – Jet Blast Deflector
- JHSV – Joint High Speed Vessel
- JP-5 – Jet Propellant no. 5
- JTF – Joint Task Force
- JTFEX – Joint Task Force Exercise

### K
- KISS – Keep It Simple, Stupid

### L
- LANTCOM – Atlantic Command
- LAWS – Laser Weapon System
- LCDR – Lieutenant Commander
- LCPO – Leading Chief Petty Officer
- LCS – Littoral Combat Ship
- LDO – Limited Duty Officer
- LES – Leave and Earnings Statement
- LPO – Leading Petty Officer
- LPOD – Last Plane On Deck
- LRAD – Long Range Acoustic Device
- LS – Logistics Specialist
- LSO – Landing Signal Officer
- LT – Lieutenant
- LTJG – Lieutenant Junior Grade

### M
- MAA – Master-at-Arms
- MALS – Marine Aviation Logistics Squadron
- MC – Mass Communication Specialist
- MCO – Material Control Officer
- MCPO – Master Chief Petty Officer
- MCPON – Master Chief Petty Officer of the Navy
- MIDN – Midshipman
- MIDRATS – Midnight Rations
- MLCPO – Machinery Division Leading Chief Petty Officer
- MM – Machinist’s Mate
- MMCO – Maintenance/Material Control Officer
- MMCPO – Maintenance Master Chief Petty Officer
- MO – Maintenance Officer
- MOA – Memorandum of Agreement
- MOU – Memorandum of Understanding
- MPA – Main Propulsion Assistant
- MPA – Military Patrol Craft
- MRDB – Material Readiness Database
- MSG – Message
- MSW – Main Seawater System
- MT – Missile Technician
- MTS – Master Training Specialist

### N
- NAB – Naval Amphibious Base
- NAF – Naval Air Facility
- NALCOMIS – Naval Aviation Logistics Command Management Information System
- NAS – Naval Air Station
- NAS JRB – Naval Air Station / Joint Reserve Base
- NATOPS – Naval Air Training and Operational Procedure Standardization
- NAVAIR – Naval Air Systems Command
- NAVCOMP – Comptroller of the Navy
- NAVEDTRA – Chief of Navy Education and Training
- NAVFAC – Naval Facilities Engineering Command
- NAVFLIGHTDEMRON – Navy Flight Demonstration Squadron (Blue Angels)
- NAVMAT – Naval Material Command
- NAVMILPERSCOM – Navy Military Personnel Command
- NAVSEA – Naval Sea Systems Command
- NAVSECGRUACT – Naval Security Group
- NAVSTA – Naval Station
- NAVSUBASE – Naval Submarine Base
- NAVSUP – Naval Supply Systems Command
- NAVTRA – Chief of Naval Training
- NAWCAD – Naval Air Warfare Center, Aircraft Division
- NAWCWD – Naval Air Warfare Center, Weapons Division
- NBSD – Naval Base San Diego
- NCDU – Navy Combat Demolition Unit
- NCF – Naval Construction Force
- NCIS – Naval Criminal Investigative Service
- NCM – Navy Commendation Medal
- NCTAMS – Naval Computer and Telecommunications Area Master Station
- NCTS – Naval Computer Telecommunications Station
- NECC – Navy Expeditionary Combat Command
- NeL – Navy eLearning
- NEX – Navy Exchange
- NFAAS – Navy Family Accountability and Assessment System
- NFO – Naval Flight Officer
- NFO – Normal Fuel Oil
- NJROTC – Navy Junior Reserve Officers’ Training Corps
- NKO – Navy Knowledge Online
- NMCB – Naval Mobile Construction Battalion
- NMCI – Navy/Marine Corps Intranet
- NMPS – Navy Mobilization and Processing Site
- NMTI – Navy Military Training Instructor
- NOSC – Navy Operational Support Center
- NOSR – Network On-Site Representative
- NPC – Navy Personnel Command
- NROTC – Navy Reserve Officer Training Corps
- NS – Naval Station
- NSAWC – Naval Strike and Air Warfare Center
- NSGA – Naval Security Group Activity
- NSIPS – Navy Standard Integrated Personnel System
- NSWC – Naval Surface Warfare Center
- NSWG – Naval Special Warfare Group
- NSY – Naval Shipyard
- NTC – Naval Training Center
- NUWC – Naval Undersea Warfare Center
- NWTD – Non Watertight Door
- NWU – Navy Working Uniform

### O
- OAE – Old Antarctic Explorer
- OBA – Oxygen Breathing Apparatus
- OCS – Officer Candidate School
- OFS – Out Freaking Standing
- OIC – Officer in Charge
- OM – On the Move
- OMPF – Official Military Personnel File
- OOD – Officer of the Deck
- OOMA – Optimized Organizational Maintenance Activity
- OPCON – Operational control
- OPNAV – Office of the Chief of Naval Operations
- OPS-O – Operations Officer
- OSA – Overseas Contingency Operation Support Assignments
- OSTR – Optimal Ship Track Route

### P
- PACOM – Pacific Command
- PAX – Passengers
- PCO – Prospective Commanding Officer
- PCS – Permanent Change of Station
- PDHA – Post-Deployment Health Assessment
- PDHRA – Post-Deployment Health Re-Assessment
- PFA – Physical Fitness Assessment
- PHA – Physical Health Assessment
- PHRA – Physical Health Re-Assessment
- PIR – Pass in Review
- PO(3/2/1) – Petty Officer (Third/Second/First Class)
- POC – Point of Contact
- POD – Plan of the Day
- POM – Plan of the Month
- POOW – Petty Officer of the Watch
- POTUS – President of the United States
- POW – Plan of the Week
- POW – Prisoner of War
- PRD – Projected Rotation Date
- PRIFLY – Primary Flight Control
- PRT – Physical Readiness Test
- PSNS and IMF – Puget Sound Naval Shipyard and Intermediate Maintenance Facility
- PT – Physical Training
- PTS – Perform to Serve
- PWD – Public Works Department
- PXO – Prospective Executive Officer

### Q
- QAWTD/QAWTH – Quick Acting Water Tight Door/Quick Acting Water Tight Hatch
- QM – Quartermaster
- QMOW – Quartermaster of the Watch

### R
- RADCON – Radiation Control
- RADM – Rear Admiral (United States)
- RADM – Relational Administrative Data Management
- RAG – Replacement Air Group
- RCA – Reactor Controls Assistant
- RDBM – Red Data-Base Manager
- RDC – Recruit Division Commander
- RDML – Rear Admiral (United States)
- REPO – Repair Division Officer
- RHIB (RIB) – Rigid Hull Inflatable Boat
- RIO – Radar Intercept Officer
- RL – Restricted Line Officer
- RMD – Restricted Maneuvering Doctrine
- RPM – Remedial Project Manager
- RP – Religious Program Specialist
- RPOC – Recruit Petty Officer in Charge
- RT – Radiotelephone (voice radio)
- RTC – Recruit Training Command

### S
- S2F – Speed to Fleet
- SA – Seaman Apprentice
- SAG – Surface Action Group
- SAM – Surface-to-Air Missile
- SAPR – Sexual Assault Prevention and Response
- SARC – Special Amphibious Reconnaissance Corpsman
- SAU – Search and Attack Unit
- SCAT – Small Craft Attack Team
- SCBA – Self-Contained Breathing Apparatus
- SCPO – Senior Chief Petty Officer
- SCW – Seabee Combat Warfare Specialist insignia
- SE – Support Equipment
- SEL – Senior Enlisted Leader
- SEALs – United States Navy SEALs
- SEAOPDET – Sea Operational Detachment
- SECDEF – Secretary of Defense (United States)
- SECNAV – Secretary of the Navy (United States)
- SICLOS – Shift Inspect Clean Lube Oil Strainers
- SLBM – Submarine-Launched Ballistic Missile
- SN – Seaman
- SNA – Student Naval Aviator
- SO – Special Warfare Operator, aka US Navy SEAL.
- SOFA – Status of Forces Agreement
- SONAR – Sound Navigation And Ranging
- SOP(A) – Senior Officer Present (Ashore)
- SOPA – Senior Officer Present Afloat
- SOQ – Sailor of the Quarter
- SOY – Sailor of the Year
- SPAWAR – Space and Naval Warfare Systems Command
- SPAWARSYSCEN – Space and Naval Warfare Systems Center
- SR – Seaman Recruit
- SRB – Selective Reenlistment Bonus
- SRW – Shutdown Roving Watch
- SS – Submarine Specialist
- SS – Submersible Ship
- SSBN  – Submersible Ship Ballistic Nuclear – U-Boot mit ballistischen Raketen

- SSES – Ships Signals Exploitation Space.
- SSGN – Submersible Ship Guided Missile Nuclear – U-Boot mit Marschflugkörpern

- SSN – Submersible Ship Nuclear – Atomgetriebenes Jagd-U-Boot

- SSOQ – Senior Sailor of the Quarter
- SSOY – Senior Sailor of the Year
- SSTG – Ships Service Turbo Generator
- STG – Sonar Technician Surface
- STREAM – Standard Tension Replenishment Alongside Method
- STS – Sonar Technician Submarines
- SUBRON – Submarine Squadron
- SUBSAFE – Submarine Safety Program
- SUPPO – Supply Officer
- SWCC (swick) – Special Warfare Combatant-craft Crewmen
- SWO – Surface Warfare Officer

### T
- TAD – Temporary Additional Duty
- TADCEN – Training and Distribution Center
- TAO – Tactical Action Officer
- TAR – Training and Administration of the Reserve
- TE – Task Element
- TF – Task Force
- TFO – Temporary Flight Orders.
- TFOA – Things Falling Off Aircraft
- TG – Task Group
- TM – Torpedoman’s Mate
- TOPGUN – United States Navy Fighter Weapons School
- TSP – Troubled Systems Process
- TU – Task Unit
- TYCOM – Type Commanders

### U
- UA – Unauthorized Absence
- UA – Urinalysis
- UAS – Unmanned Aerial System
- UAV – Unmanned Aerial Vehicle
- UCMJ – Uniform Code of Military Justice
- UDT – Underwater Demolition Team
- UNODIR – Unless Otherwise Directed
- UNREP – Underway Replenishment
- UNSAT – Unsatisfactory
- URL – Unrestricted Line Officer
- USMC – United States Marine Corps
- USN – United States Navy
- USNA – United States Naval Academy
- USS – United States Ship
- UWT – Underwater Telephone

### V
- VA/VAM – Fixed Wing Attack/Fixed Wing Medium Attack
- VAQ – Fixed Wing Electronic-Attack Squadron
- VAW – Fixed Wing Airborne Early Warning Squadron
- VBSS – Visit, Board, Search, and Seizure
- VCNO – Vice Chief of Naval Operations
- VDS – Variable Depth Sonar
- VERTREP – Vertical Replenishment
- VF – Fixed Wing Fighter
- VFA – Fixed Wing Strike Fighter Squadron
- VLS – Vertical Launching System
- VP – Fixed Wing Patrol Squadron
- VRC – Fleet Logistics Support Squadron
- VTU – Volunteer Training Unit
- VX – Air Test & Evaluation Squadron

### W
- WAVES – Women Accepted for Volunteer Emergency Service
- WCS – Workcenter Supervisor
- WO – Warrant Officer
- WSO – (Wizzo) – Weapon Systems Officer (Naval Flight Officer)
- WTC – Watertight Compartment
- WTD – Watertight Door
- WTH – Water Tight Hatch

### X
- XO – Executive Officer

### Y
- YN – Yeoman